# 더글라스다람쥐청서
더글라스다람쥐청서(Tamiasciurus douglasii)는 다람쥐과에 속하는 설치류의 일종이다. 북아메리카의 태평양 해안가에서 발견되는 타미아스키우루스속에서 발견된다.